# Paul Schockemöhle
Paul Schockemöhle (n. 22 martie 1945, Steinfeld, Zona de ocupație britanică a Germaniei⁠(d), Germania) este un sportiv german, medaliat olimpic. A participat la 2 ediții ale Jocurilor Olimpice (1976, 1984) în care a câștigat o medalie de argint și o medalie de bronz.